# Université Nancy-II

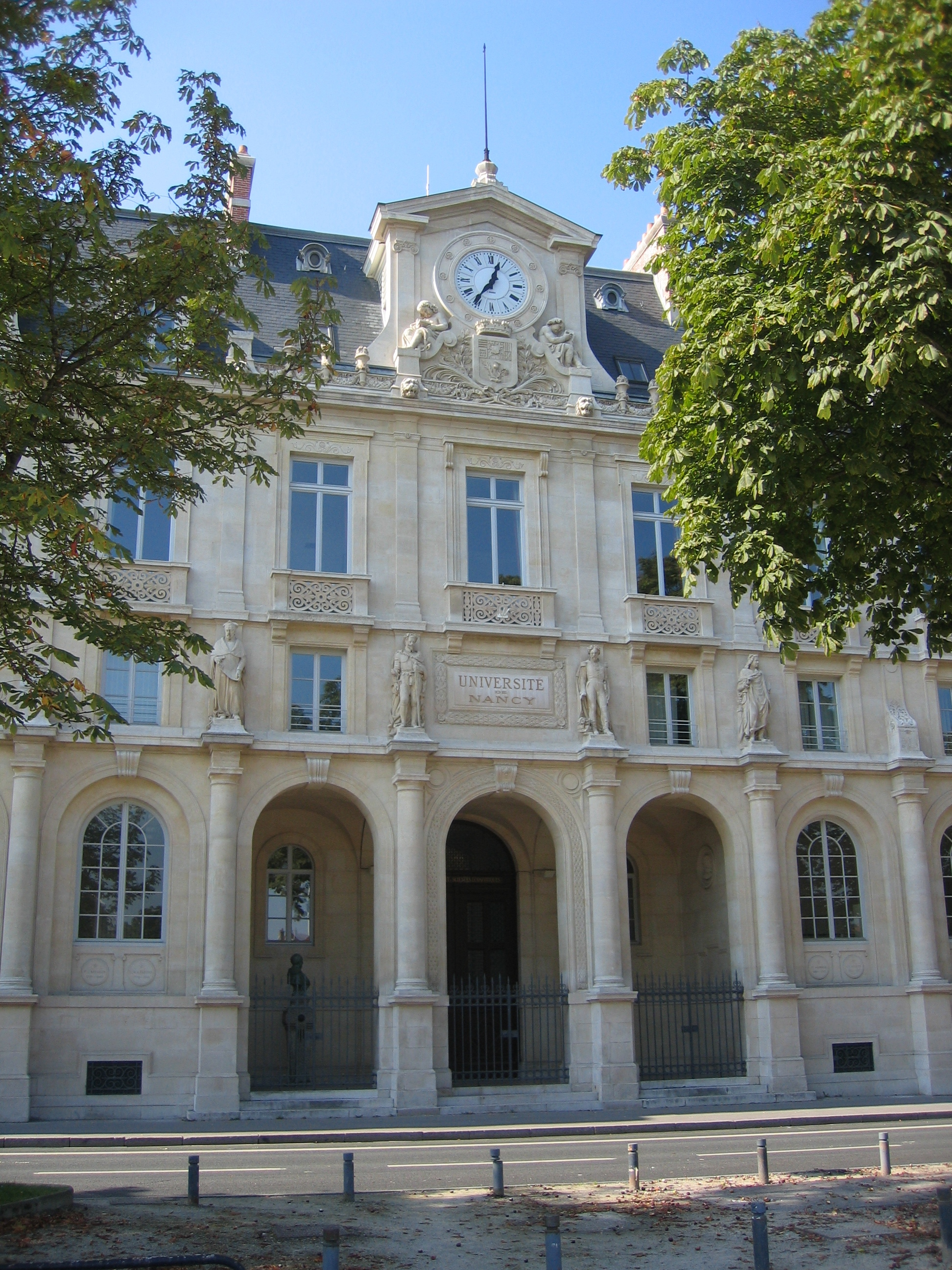
Université Nancy-II, faculté de droit.

L’université Nancy-II était une université française créée en 1970. Avec 18 770 étudiants en 2005, elle était une université pluridisciplinaire tournée principalement vers les sciences humaines et de la société, qui offrait au-delà de la formation initiale, un large éventail de programmes en formation continue et en enseignements en formation ouverte et à distance. Elle encourageait traditionnellement les formations professionnalisantes et le développement des formations à et par la recherche.
L'équipe pédagogique de Nancy-II se composait de 715 enseignants-chercheurs, chercheurs et enseignants du second degré. Les personnels BIATOS représentaient, quant à eux, 500 personnes environ.
Au 1er janvier 2012, l'université Nancy-II a disparu pour laisser place à une fusion englobant les universités de Nancy (I et II) et de Metz et l'INPL au sein de l'université de Lorraine, créée par décret du 22 septembre 2011 et regroupant environ 55 000 étudiants.

## Historique

### La première université
La première université de Lorraine fut fondée en 1572 de la volonté conjointe du duc Charles III de Lorraine et du cardinal Charles de Lorraine (1524-1574) dans la ville proche de Pont-à-Mousson. L'université fut immédiatement confiée aux Jésuites.

### Historique des présidents
- 1971 – : Pierre Danchin ;
- 1973 - 1978 : François Borella ;
- 1978 – 1984 : Jean-Claude Bonnefont ;
- 1986 – 1991 : Gérard Druesne ;
- 1991 – 1996 : René Hodot ;
- 1996 – 2001 : Pierre Bardelli ;
- 2001 – 2006 : Herbert Néry ;
- 2006 – 2011 : François Le Poultier[2] ;
- 2011 - 2012 : Martial Delignon[3].

## Composantes

### Unités de formation et de recherche
L'université comptait sept unités de formation et de recherche
- UFR Connaissance de l'homme
- UFR Faculté de droit, sciences économiques et gestion
- UFR Langues et cultures étrangères
- UFR Lettres
- UFR Mathématiques et informatique
- UFR Sciences du langage
- UFR Sciences historiques et géographiques, musicologie

### Écoles et instituts
- L'ISAM-IAE (Institut supérieur d'administration et de management - Institut d'administration des entreprises)
- L'institut universitaire de technologie Nancy Charlemagne : commerce, gestion, communication, informatique
- L'institut universitaire de technologie Épinal- Hubert Curien : commerce, logistique-qualité, maintenance
- L'Institut européen du cinéma et de l'audiovisuel
- L'institut régional du travail.
- Centre européen universitaire (CEU)
- Institut commercial de Nancy (ICN)
- Institut de préparation à l'administration générale (IPAG)

## Implantations

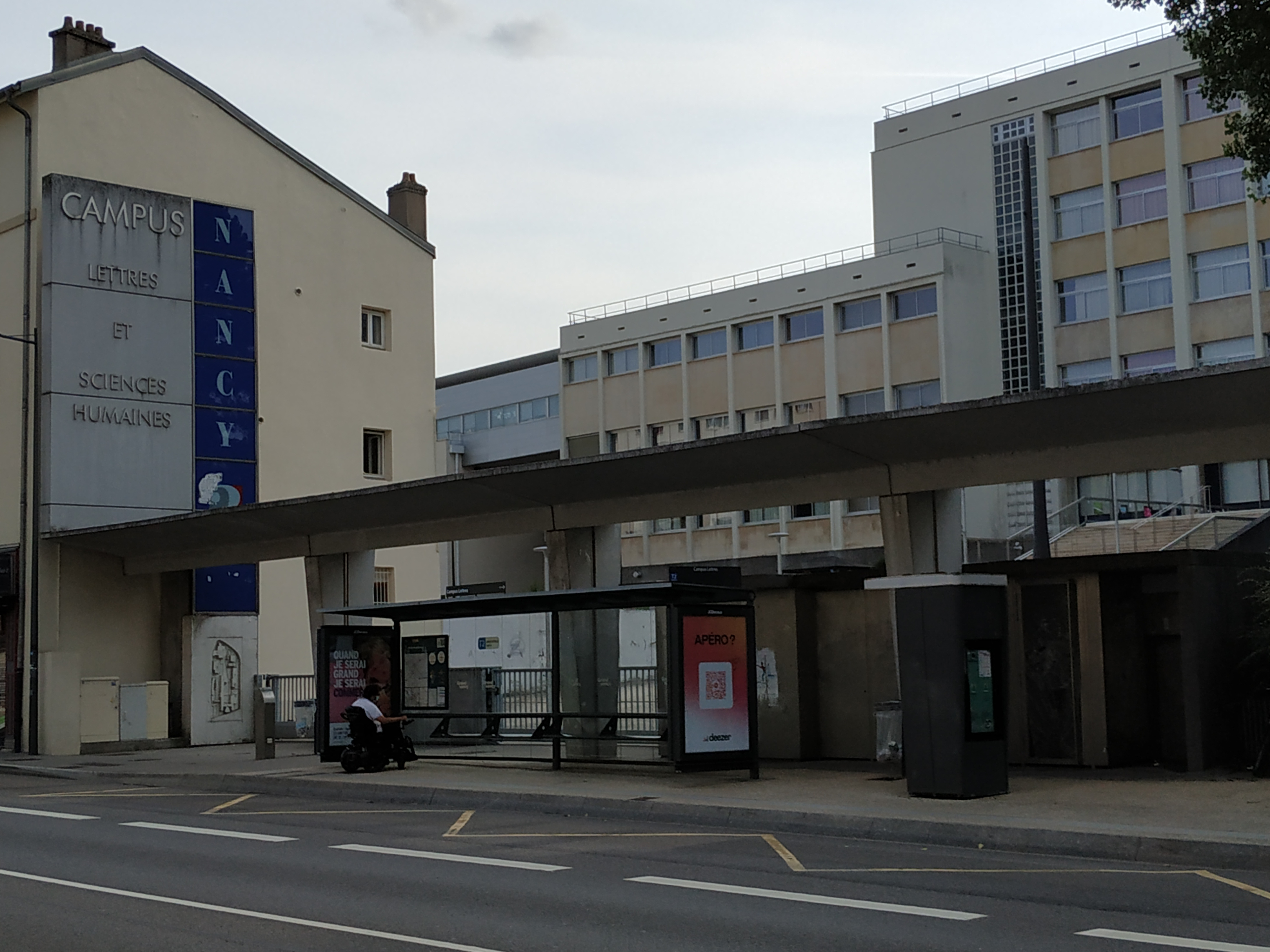
Campus des lettres, des sciences humaines et sociales.

L'université Nancy-II comportait plusieurs sites à Nancy qui ont été intégrés à l'université de Lorraine.
- Le campus Lettres, Sciences humaines et sociales
- Le campus Carnot Ravinelle : droit, sciences économiques, administration économique et sociale
- L'IUT Nancy-Charlemagne
- L'IUT Epinal - Hubert Curien

## Formation et recherche

### Diplômes
Nancy-II propose 245 diplômes nationaux dans plus d'une trentaine de disciplines, principalement dans les domaines suivants :
- Lettres / langues
- Sciences humaines et sociales
- Droit, économie / finances
- Gestion / management
- Mathématiques - informatique
- Information - communication / audiovisuel

### Recherche
En 2010, 22 laboratoires constituaient les composantes recherches de l’université, accompagnée de la maison des sciences de l’homme (USR).
Liste des laboratoires dont l'université Nancy-II était établissement tutelle principale ou secondaire : UMR 7522 BETA, EA 3942 CEREFIGE, EA 1142 CLHD, EA 1138 CRDP, EA 3961 IRENEE, UMR 7118 ATILF, UMR 7117 LHSP – AHP, ERL 7229 MEDIEVISTIQUE, EA 3944 CEGIL, EA 3962 Centre d'études littéraires Jean Mourot, EA 4372 CERCLE, EA 1135 CERPA, EA 3476 CREM, EA 3945 CRULH, EA 1132 HISCANT-MA, EA 2338 IDEA, EA 4432 INTERPSY, EA 2310 LISEC, EA 3465 ROMANIA, EA 3478 2L2S, UMR 7502 IECN, UMR 7503 LORIA, USR MSH.

### Documentation
Le service commun de documentation de Nancy-II administre 35 bibliothèques, comptant environ 500 000 documents, dont au moins 250 000 livres.

### Édition
Les Presses universitaires de Nancy (PUN), service commun de l'université publient des ouvrages universitaires dans des secteurs variés (sciences humaines, sciences sociales, lettres, philosophie, histoire, géographie, arts, chimie…) depuis 1993. Leur mission est de diffuser, vulgariser et de contribuer à valoriser la connaissance scientifique. Le catalogue de cette maison d'édition est consultable sur le site du Comptoir des presses d'universités et s'élève à environ 600 titres. Les Presses universitaires de Nancy publient également deux revues : « Verbum » et « Questions de Communication ».

## Personnalités liées à l'université

### en droit
- Jack Lang (né en 1939) professeur de droit public de 1971 à 1981 et doyen de la faculté de droit
- Laurence Parisot (née en 1959) fit ses études à la faculté de droit,
- Hubert Haenel (né en 1942), maître des requêtes au Conseil d'État, sénateur UMP du Haut-Rhin, membre du Conseil constitutionnel.
- Frans Timmermans (né en 1961), ministre des Affaires étrangères du royaume des Pays-Bas.
- Xavier Bettel, ancien maire de Luxembourg et ancien Premier ministre du Gouvernement luxembourgeois (2013).
- Lord Ericht, juge de la Cour suprême d'Écosse, intervenant au magistère de juriste d'affaires européen
- Marc Ambroisien (1962-), directeur général et président du comité exécutif de la banque privée Edmond de Rothschild Europe[4]

### en linguistique
- Fernand Carton (1921-2019), linguiste spécialiste du picard et ancien président de l'Université entre 1976 et 1981[5]
- Claude Brixhe (1933-), helléniste et linguiste, professeur émérite de linguistique ancienne
- Paul Goukowsky (1938-), professeur émérite de langue et littérature grecques, membre de l'Académie des inscriptions et belles-lettres

### en géographie
- Stéphane Rosière (1959...), spécialiste de la géographie politique, y a été maître de conférences.

### en lettres
- Roger Viry-Babel (1945-2006), cinéaste ;
- Philippe Claudel (1962-), écrivain, maître de conférences à l'institut européen du cinéma et de l'audiovisuel
- Abdallah Naaman (1947-), écrivain ;
- Hélène Naïs (1927-2010), linguiste.

### en histoire
- François Audigier, professeur d'histoire contemporaine, spécialiste du gaullisme.
- Michel Bur (1933-), médiéviste, membre de l'Académie des inscriptions et belles-lettres et de l'Académie de Stanislas.
- Louis Châtellier (1935-2016), moderniste, spécialiste du christianisme.
- Jean El Gammal, historien, spécialiste de l'histoire politique de la France au XIXe siècle.
- Jean Lanher (1924-), linguiste, spécialiste de dialectologie, et historien lorrain.
- Gilles Le Béguec (1943-2022), historien, spécialiste de l'histoire des élites en France.
- Gilbert Meynier (1942-2017), historien, spécialiste de l'histoire de l'Algérie.
- François Roth, (1936-2016), professeur d'histoire contemporaine et politologue.
- Jean Schneider (1903-2004), médiéviste spécialiste du Bas Moyen Âge, notamment de la ville de Metz. Doyen de 1954 à 1956 et de 1959 à 1968, membre de l'Académie des inscriptions et belles-lettres.
- Édouard Will, professeur d’histoire grecque à Nancy de 1955 à 1985, spécialiste du monde hellénistique.

### en économie
- Dominique Strauss-Kahn (1949-) y fut professeur d'économie de 1977 à 1980
- Denis Kessler (1952-) y fut professeur de 1994 à 1998
- Ségolène Royal (1953-) y fit ses études supérieures où elle obtint une licence d'économie

### en sociologie
- Christian de Montlibert (1937-) étudia et travailla au CUCES

### en musicologie
- Jean-Paul Montagnier (1965-),
- Gérard Denizeau (1953-), historien de l'art et de la musique, spécialiste des rapports unissant le visuel au sonore dans le domaine artistique.

### en mathématiques
- Daniel Prévot (1940-2016), y fut maître de conférences en mathématiques de 1970 à 2006, notamment en DEUG MISASHS et en MIAGE

### autre
- Karel Van Miert (1942-2009) fit des études postuniversitaires au Centre européen universitaire de Nancy

## Vie étudiante

### Évolution démographique
Évolution démographique de la population universitaire 

| 1987   | 1988   | 1989   | 1990   | 1991   | 2000   | 2001   | 2002   |
| ------ | ------ | ------ | ------ | ------ | ------ | ------ | ------ |
| 12 739 | 13 977 | 15 684 | 17 033 | 17 575 | 18 957 | 18 299 | 18 990 |

| 2003   | 2004   | 2005   | 2006   | 2007   | 2008   | 2009   | 2010   |
| ------ | ------ | ------ | ------ | ------ | ------ | ------ | ------ |
| 19 279 | 18 120 | 17 996 | 17 412 | 16 735 | 16 051 | 16 226 | 16 806 |

## Sources